# آرثر إل. ويلارد
آرثر إل. ويلارد (بالإنجليزية: Arthur L. Willard)‏ هو ضابط أمريكي، ولد في 21 فبراير 1870 في كيركفيل في الولايات المتحدة، وتوفي في 7 أبريل 1935 في واشنطن العاصمة في الولايات المتحدة.